# ペトゥシキ
座標: 北緯55度55分52秒 東経39度27分57秒 / 北緯55.9311度 東経39.4658度

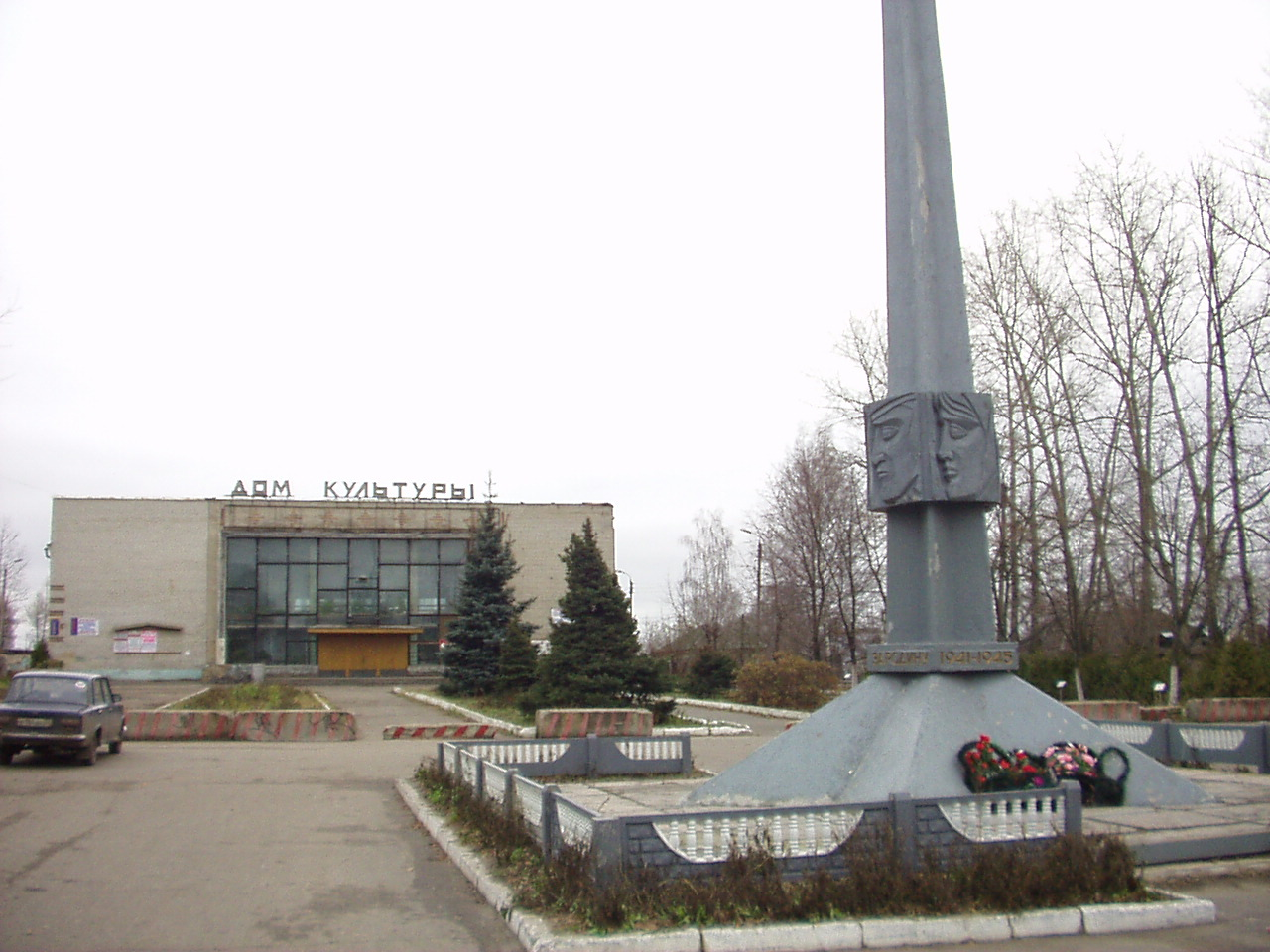
ペトゥシキの「文化の家」

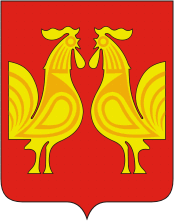
ペトゥシキの紋章

ペトゥシキ（ロシア語: Петушки́, 英語: Petushki）は、ロシアのヴラジーミル州の町。人口は1万3317人（2021年）。州都ウラジーミルから西へ67km、最寄りの都市コスチェリョヴォの9km西。モスクワ-ウラジーミル-ニジニ・ノヴゴロド間の鉄道と高速道路が通る。メシュチョラ低地の北縁にあり、クリャージマ川の左岸に位置する。

## 歴史
ペトゥシキの地名は1678年の記録に見えるが、このペトゥシキは現在のペトゥシキからは離れたところにある村で、スタリエ・ペトゥシキ（旧ペトゥシキ）と呼ばれる。ペトゥシキはロシア語でニワトリの複数形で、町の紋章にも2羽の鶏が描かれている。
1861年にモスクワとニジニ・ノヴゴロドを結ぶ鉄道の駅ができ、同時に駅周辺に集落が誕生した。1926年にこの集落は都市型集落ノヴィ・ペトゥシキ（新ペトゥシキ）となり、1965年11月11日にペトゥシキ村と合併してペトゥシキ市となった。

## 文化

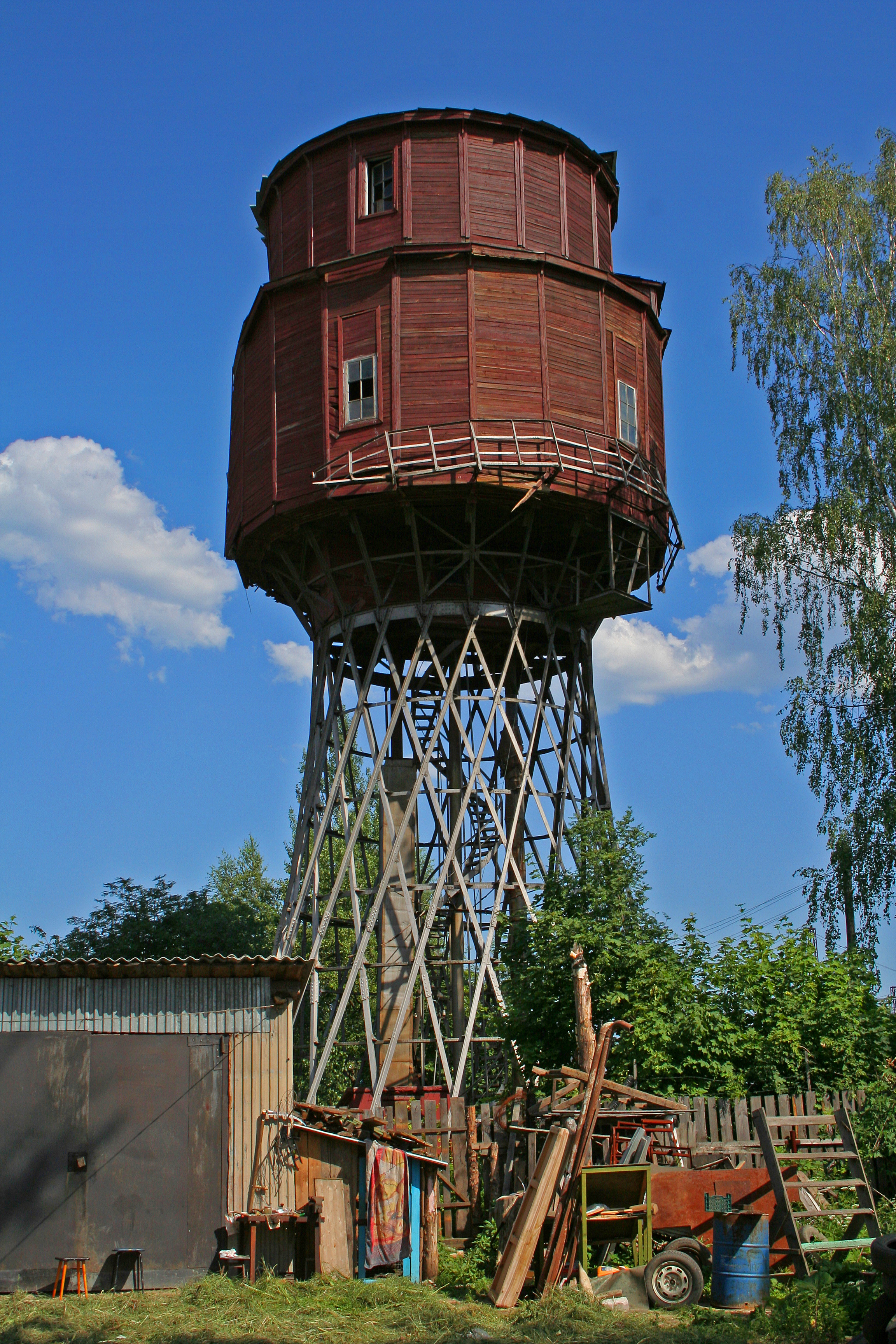
ペトゥシキ駅にある給水塔。シューホフ・タワーの例

1910年、ペトゥシキのスヴャト＝ウスペンスキー聖堂（生神女就寝大聖堂）が献堂された。この聖堂は古いロシア建築を模したものである。ペトゥシキ駅には、ウラジーミル・シューホフの設計した双曲面構造の給水塔が残っている。街には地方史博物館、および絵画や民間の工芸品などを展示する美術館がある。
ペトゥシキの名は、作家ヴェネディクト・エロフェーエフの1970年の物語詩『酔いどれ列車、モスクワ発ペトゥシキ行』（«Москва — Петушки»）で有名になった。地下出版（サミズダート）によりカルト的な人気を博したこの小説は、ある酔っ払いがエレクトリーチカ（近郊電車）に乗ってモスクワから美しい妻と子供の待つペトゥシキへ向かおうとする様を描いている。暗いトーンとユーモアでソビエト時代の現実を描くこの小説では、ペトゥシキはモスクワとは対照的な理想郷のように描かれている。

## 産業

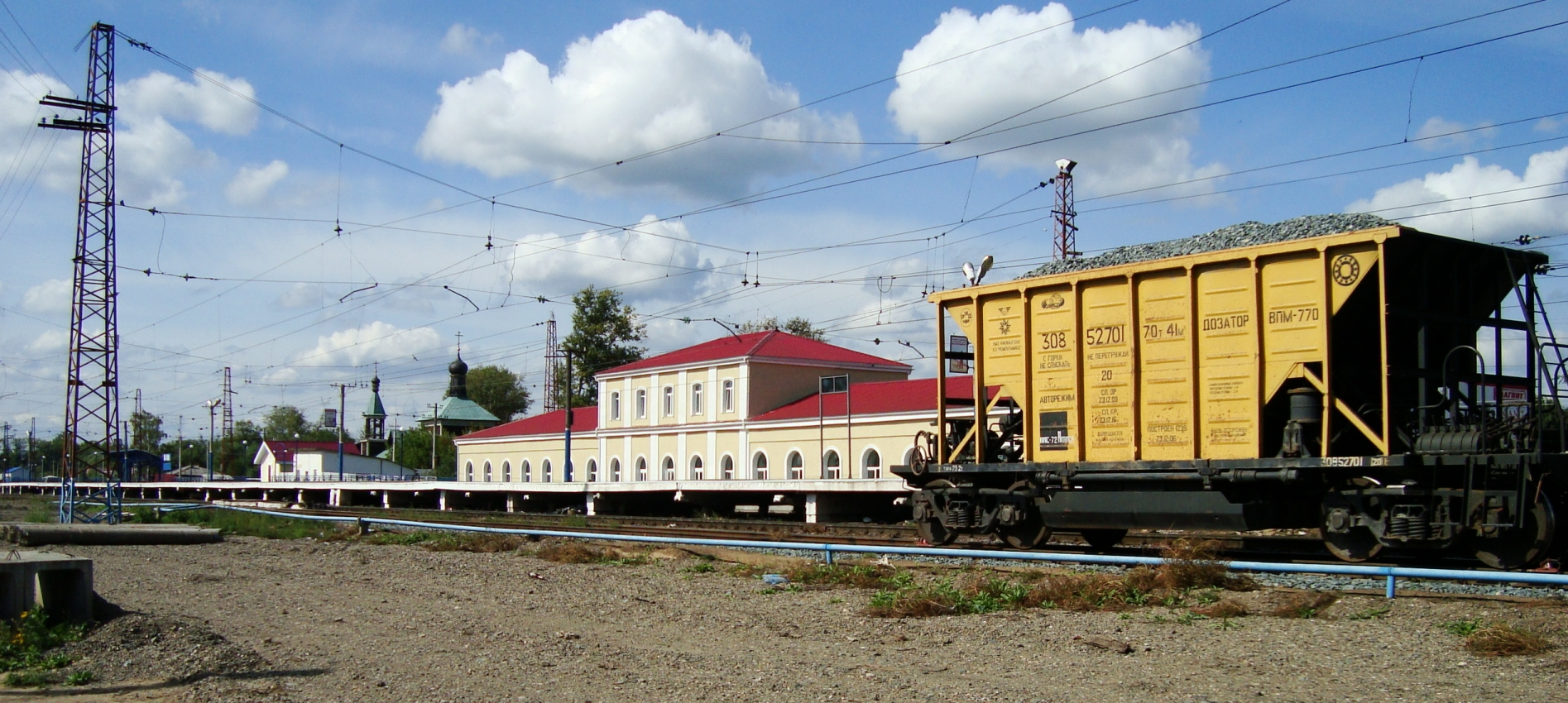
ペトゥシキ駅

ペトゥシキには計測機械などの電気製品を製造する工場、繊維工場、製材工場、チョコレート工場、建材工場などが立地している。
ペトゥシキは1862年に全通したモスクワ-ニジニ・ノヴゴロド間の鉄道沿線にあり、ペトゥシキ駅はモスクワの始発駅から126kmの位置にある。シベリア鉄道へ向かう列車の多くはこの路線を通過する。ペトゥシキはモスクワからウラジーミル方面へ向かう通勤列車（エレクトリーチカ）のほとんどの終点でもある。
鉄道のほか、モスクワ-ニジニ・ノヴゴロド-カザン-ウファ間のロシア連邦道路M7（欧州高速道路22号線の一部）が通る。